# Verbandsgemeinde Rockenhausen
Die Verbandsgemeinde Rockenhausen war eine Gebietskörperschaft im Donnersbergkreis in Rheinland-Pfalz. Der Verbandsgemeinde gehörten die Stadt Rockenhausen sowie 19 eigenständige Ortsgemeinden an, der Verwaltungssitz war in der namensgebenden Stadt Rockenhausen.
Zum 1. Januar 2020 fusionierte die Verbandsgemeinde mit der Verbandsgemeinde Alsenz-Obermoschel zur Verbandsgemeinde Nordpfälzer Land.

## Ehemalige verbandsangehörige Gemeinden
| Ortsgemeinde, Stadt           | Fläche (km²) |
| ----------------------------- | ------------ |
| Bayerfeld-Steckweiler         | 8,60         |
| Bisterschied                  | 5,16         |
| Dielkirchen                   | 8,10         |
| Dörrmoschel                   | 2,88         |
| Gehrweiler                    | 4,09         |
| Gerbach                       | 7,32         |
| Gundersweiler                 | 10,44        |
| Imsweiler                     | 9,90         |
| Katzenbach                    | 6,06         |
| Ransweiler                    | 4,80         |
| Rathskirchen                  | 5,12         |
| Reichsthal                    | 2,17         |
| Rockenhausen, Stadt           | 36,84        |
| Ruppertsecken                 | 9,43         |
| Sankt Alban                   | 5,46         |
| Schönborn                     | 2,60         |
| Seelen                        | 3,16         |
| Stahlberg                     | 2,59         |
| Teschenmoschel                | 3,73         |
| Würzweiler                    | 2,32         |
| Verbandsgemeinde Rockenhausen | 140,77       |

## Geschichte
Die Verbandsgemeinde Rockenhausen wurde im Rahmen der in den 1960er Jahren begonnenen rheinland-pfälzischen Funktional- und Gebietsreform auf der Grundlage des „Dreizehnten Landesgesetzes über die Verwaltungsvereinfachung im Lande Rheinland-Pfalz“ vom 1. März 1972, in Kraft getreten am 22. April 1972, neu gebildet.
Zuvor galten im damaligen Regierungsbezirk Pfalz im Wesentlichen die aus der Pfalz (Bayern) (1816–1946) stammenden Verwaltungsstrukturen.
Am 23. Mai 2015 hatte der Verbandsgemeinderat Rockenhausen beschlossen, einen Antrag auf Namensänderung in „Verbandsgemeinde Nordpfalz“ zu stellen. Der Antrag wurde seitens des Innenministeriums im September 2015 abgelehnt. Die Nordpfalz sei größer als das Verwaltungsgebiet der Verbandsgemeinde Rockenhausen, hieß es in der Ablehnung.

## Bevölkerungsentwicklung
Die Entwicklung der Einwohnerzahl bezogen auf das Gebiet der Verbandsgemeinde Rockenhausen; die Werte von 1871 bis 1987 beruhen auf Volkszählungen:
| Jahr | Einwohner |
| 1815 | 8.003     |
| 1835 | 11.360    |
| 1871 | 11.169    |
| 1905 | 10.598    |
| 1939 | 10.092    |
| 1950 | 11.158    |

| Jahr | Einwohner |
| 1961 | 11.270    |
| 1970 | 11.984    |
| 1987 | 11.428    |
| 1997 | 12.138    |
| 2005 | 11.931    |

## Verbandsgemeinderat
Aufgrund der zum 1. Januar 2020 anstehenden Fusion der Verbandsgemeinden Alsenz-Obermoschel und Rockenhausen wurde bei der Kommunalwahl am 26. Mai 2019 bereits in Neustruktur gewählt (siehe: Ergebnis). Die Amtszeit der bisherigen Verbandsgemeinderäte wurde per Landesgesetz bis zum 31. Dezember 2019 verlängert. Der somit noch im gesamten Kalenderjahr 2019 amtierende Verbandsgemeinderat Rockenhausen bestand aus 28 ehrenamtlichen Ratsmitgliedern, die bei der Kommunalwahl am 25. Mai 2014 in einer personalisierten Verhältniswahl gewählt wurden, und dem hauptamtlichen Bürgermeister als Vorsitzendem.
Die Sitzverteilung im früheren Verbandsgemeinderat:
| Wahl | SPD | CDU | GRÜNE | FDP | FWG | Gesamt   |
| ---- | --- | --- | ----- | --- | --- | -------- |
| 2014 | 12  | 7   | 2     | 3   | 4   | 28 Sitze |
| 2009 | 13  | 7   | 2     | 5   | 1   | 28 Sitze |
| 2004 | 12  | 8   | 2     | 4   | 2   | 28 Sitze |

- FWG = Freie Wählergruppe Rockenhausen und Umgebung e.V.

## Bürgermeister
Letzter hauptamtlicher Bürgermeister der Verbandsgemeinde Rockenhausen war Michael Cullmann (SPD). Er wurde bei der Direktwahl am 22. September 2013 mit einem Stimmenanteil von 63,58 % für acht Jahre gewählt. Er war damit Nachfolger von Karl-Heinz Seebald (SPD), der aus Altersgründen nicht mehr angetreten war. Allerdings endete die Amtszeit Cullmanns wegen der Fusion der beiden Verbandsgemeinden Alsenz-Obermoschel und Rockenhausen durch ein Landesgesetz bereits vorzeitig am 31. Dezember 2019.

## Bildung
Gemeindliche Kindergärten befinden sich in Bisterschied, Dielkirchen, Gundersweiler, Seelen und Würzweiler. Außerdem gibt es in Rockenhausen je einen katholischen und evangelischen Kindergarten sowie einen staatlichen heilpädagogischen Kindergarten. In Rockenhausen gibt es auch ein Haus der Jugend. Gehrweiler, Gerbach, Imsweiler und Rockenhausen verfügen über Grundschulen. Die weiterführenden Schulen (Integrierte Gesamtschule, Realschule plus, Berufsschule, Förderschule) befinden sich in Rockenhausen. Das Abitur kann auf der Gesamtschule oder dem Wilhelm-Erb-Gymnasium in Winnweiler (außerhalb der Verbandsgemeinde) abgelegt werden.